# كلارك مونتجومري
كلارك مونتجومري (بالإنجليزية: Clark Montgomery)‏ هو فارس ‏ أمريكي، ولد في 20 مايو 1981.

## وصلات خارجية
- كلارك مونتغومري على موقع الاتحاد الدولي للفروسية (الإنجليزية)
- كلارك مونتغومري على موقع FEI (رابط بديل) (الإنجليزية)
- كلارك مونتغومري على موقع أوليمبيديا (الإنجليزية)